# 19457 Robcastillo
19457 Robcastillo è un asteroide della fascia principale. Scoperto nel 1998, presenta un'orbita caratterizzata da un semiasse maggiore pari a 3,2252542 UA e da un'eccentricità di 0,1086150, inclinata di 7,82979° rispetto all'eclittica.